# Gmina Arvidsjaur
Gmina Arvidsjaur (szw. Arvidsjaurs kommun) – gmina w Szwecji, w regionie Norrbotten, siedzibą jej władz jest Arvidsjaur.
Pod względem zaludnienia Arvidsjaur jest 259. gminą w Szwecji. Zamieszkuje ją 6894 osób, z czego 49,75% to kobiety (3430) i 50,25% to mężczyźni (3464). W gminie zameldowanych jest 96 cudzoziemców. Na każdy kilometr kwadratowy przypada 1,21 mieszkańca. Pod względem wielkości gmina zajmuje 17. miejsce.

## Bibliografia

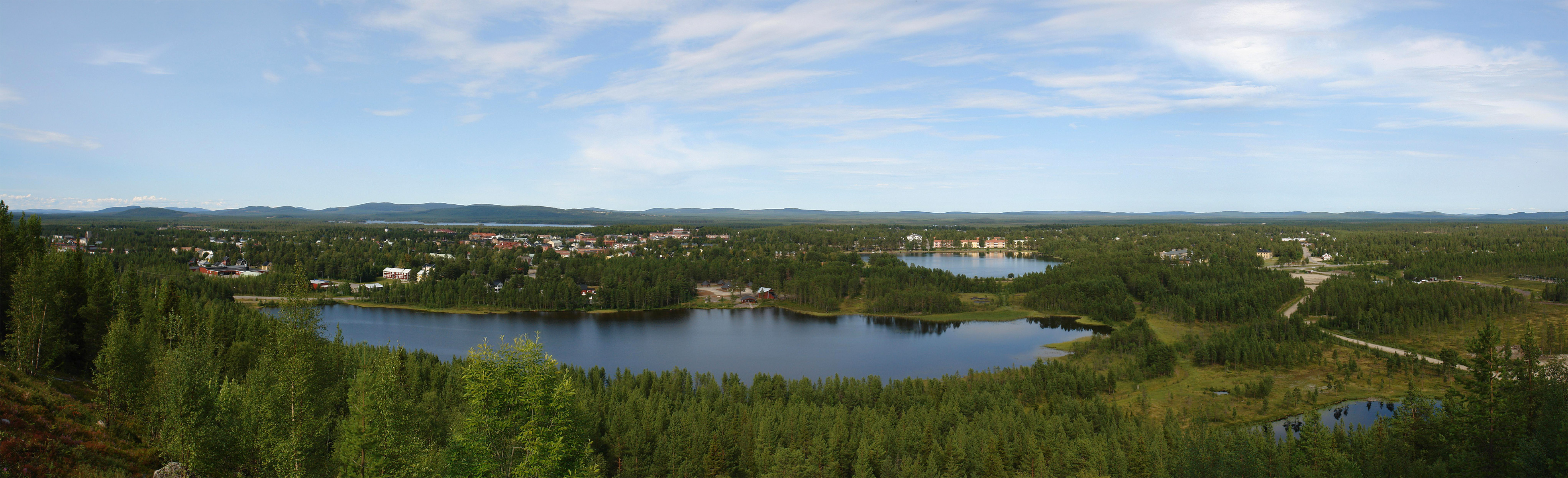
Panorama Arvidsjaur